# Tournoi de tennis de Prague (Challenger)
Ne doit pas être confondu avec Tournoi de tennis de Prague.
L'Advantage Cars Open est un tournoi international de tennis féminin et masculin des circuits professionnels ITF Women's Circuit et Challenger créé en 1991. Il a lieu tous les ans au mois de juillet ou août à Prague, en République tchèque. Il est organisé par le I. Czech Lawn Tennis Club (ČLTK), plus vieux club de tennis de la ville, et se joue sur terre battue en extérieur.
Il fait suite à d'autres tournois des circuits Challenger et ITF qui se sont déroulés à Prague sous diverses appellations. Ils ont été organisés soit par le I.ČLTK (principalement) soit occasionnellement par l'autre club de la ville, le TK Sparta Praha.

## Palmarès messieurs
Entre 2014 et 2016, le TK Sparta Praha organise aussi un tournoi Challenger. Il se déroule au mois de juin et se joue sur terre battue.

### Simple
| Année     | Nom du tournoi                | Dotation       | Vainqueur              | Finaliste            | Score           |
| --------- | ----------------------------- | -------------- | ---------------------- | -------------------- | --------------- |
| 1991      |                               | 25 000 $       | Jan Kodeš Jr.          | Thomas Enqvist       | 5-7, 6-4, 6-1   |
| 1992      |                               | 25 000 $       | Karol Kučera           | Florian Krumrey      | 2-6, 6-4, 6-4   |
| 1993      |                               | 25 000 $       | Gilbert Schaller       | Massimo Valeri       | 6-4, 7-6        |
| 1994      |                               | 25 000 $       | Jiří Novák             | Albert Portas        | 6-2, 7-5        |
| 1995      |                               | 25 000 $       | Albert Portas          | Hicham Arazi         | 6-7, 6-4, 6-4   |
| 1996      |                               | 25 000 $       | Galo Blanco            | Gustavo Kuerten      | 6-1, 6-2        |
| 1997      |                               | 25 000 $       | Albert Portas          | Fernando Vicente     | 6-1 6-4         |
| 1998      |                               | 25 000 $       | Michal Tabara          | Wolfgang Schranz     | 6-2, 6-1        |
| 1999      |                               | 25 000 $       | Michal Tabara          | Jean-René Lisnard    | 6-4, 6-1        |
| 2000      | ECM Cup                       | 25 000 $       | Albert Montañés        | Filippo Volandri     | 6-1, 6-1        |
| 2001      | ECM Cup                       | 25 000 $       | Sláva Doseděl          | Jan Hernych          | 6-2, 4-6, 6-1   |
| 2002      | ECM Cup                       | 50 000 $       | Olivier Patience       | Todd Larkham         | 4-6, 7-5, 6-3   |
| 2003      | ECM Prague Open               | 100 000 $      | Sjeng Schalken         | Albert Montañés      | 1-6, 6-1, 6-4   |
| 2004      | ECM Prague Open               | 125 000 $      | Jan Hernych            | Ivo Minář            | 6-1, 6-4        |
| 2005      | ECM Prague Open               | 85 000 €       | Jan Hernych            | Jiří Vaněk           | 3-6, 6-4, 6-3   |
| 2006      | ECM Prague Open               | 85 000 €       | Robin Vik              | Jan Hájek            | 6-4, 7-64       |
| 2007      | ECM Prague Open               | 85 000 €       | Dušan Lojda            | Jiří Vaněk           | 63-7, 6-2, 7-65 |
| 2008      | ECM Prague Open               | 64 000 €       | Jan Hernych            | Lukáš Dlouhý         | 4-6, 6-2, 6-4   |
| 2009-2010 | Pas de tournoi                | Pas de tournoi | Pas de tournoi         | Pas de tournoi       | Pas de tournoi  |
| 2011      | Strabag Prague Open           | 42 500 €       | Lukáš Rosol            | Alex Bogomolov       | 7-61, 5-2 ab.   |
| 2012      | CNGvitall Prague Open         | 85 000 €       | Horacio Zeballos       | Martin Kližan        | 1-6, 6-4, 7-66  |
| 2013      | Prague Open by Advantage Cars | 42 500 €       | Oleksandr Nedovyesov   | Javier Martí         | 6-0, 6-1        |
| 2014_1    | Prague Open                   | 42 500 €       | Lukáš Rosol            | Jiří Veselý          | 3-6, 6-4, 6-4   |
| 2014_2    | Advantage Cars Open           | 42 500 €       | Diego Schwartzman      | André Ghem           | 6-4, 7-5        |
| 2015_1    | Sparta Prague Open            | 42 500 € +H    | Norbert Gombos         | Albert Montañés      | 7-65, 5-7, 7-62 |
| 2015_2    | Advantage Cars Open           | 42 500 € +H    | Rogério Dutra Silva    | Radu Albot           | 6-2, 65-7, 6-4  |
| 2016_1    | Sparta Prague Open            | 42 500 € +H    | Adam Pavlásek          | Stéphane Robert      | 6-4, 3-6, 6-3   |
| 2016_2    | Advantage Cars Open           | 42 500 € +H    | Santiago Giraldo       | Uladzimir Ignatik    | 6-4, 3-6, 7-62  |
| 2017      | Advantage Cars Open           | 43 000 € +H    | Andrej Martin          | Yannick Maden        | 7-63, 6-3       |
| 2018      | Advantage Cars Open           | 43 000 € +H    | Lukáš Rosol            | Aleksandr Nedovyesov | 4-6, 6-3, 6-4   |
| 2019      | Advantage Cars Open by Moneta | 46 600 €       | Mario Vilella Martínez | Tseng Chun-hsin      | 6-4, 6-2        |
| 2020_1    | I.ČLTK Prague Open by Moneta  | 137 560 €      | Stanislas Wawrinka     | Aslan Karatsev       | 7-62, 6-4       |
| 2020_2    | RPM Prague Open by Moneta     | 137 560 €      | Aslan Karatsev         | Tallon Griekspoor    | 6-4, 7-66       |
| 2021_1    | I.ČLTK Prague Open by Moneta  | 44 820 €       | Tallon Griekspoor      | Oscar Otte           | 5-7, 6-4, 6-4   |
| 2021_2    | TK Sparta Prague Open         | 31 440 €       | Dalibor Svrčina        | Dmitry Popko         | 6-0, 7-5        |
| 2021_3    | IBG Prague Open by Moneta     | 31 440 €       | Franco Agamenone       | Ryan Peniston        | 6-3, 6-1        |

### Double
| Année     | Nom du tournoi                | Vainqueurs                               | Finalistes                               | Score             |          |
| --------- | ----------------------------- | ---------------------------------------- | ---------------------------------------- | ----------------- | -------- |
| 2008      | ECM Prague Open               | Lukáš Dlouhý Petr Pála                   | Dušan Karol Jaroslav Pospíšil            | 62-7, 6-4, [10-6] |          |
| 2009-2010 | Non joué                      | Non joué                                 | Non joué                                 | Non joué          | Non joué |
| 2011      | Strabag Prague Open           | František Čermák Lukáš Rosol             | Christopher Kas Alexander Peya           | 6-3, 6-4          |          |
| 2012      | CNGvitall Prague Open         | Lukáš Rosol Horacio Zeballos             | Martin Kližan Igor Zelenay               | 7-5, 2-6, [12-10] |          |
| 2013      | Prague Open by Advantage Cars | Lee Hsin-han Peng Hsien-yin              | Vahid Mirzadeh Denis Zivkovic            | 6-4, 4-6, [10-5]  |          |
| 2014_1    | Prague Open                   | Roman Jebavý Jiří Veselý                 | Lee Hsin-han Zhang Ze                    | 6-1, 6-3          |          |
| 2014_2    | Advantage Cars Open           | Toni Androić Andrey Kuznetsov            | Roberto Maytín Miguel Ángel Reyes-Varela | 7-5, 7-5          |          |
| 2015_1    | Sparta Prague Open            | Mateusz Kowalczyk Igor Zelenay           | Roberto Maytín Miguel Ángel Reyes-Varela | 6-2, 7-65         |          |
| 2015_2    | Advantage Cars Open           | Wesley Koolhof Matwé Middelkoop          | Sergey Betov Mikhail Elgin               | 6-4, 3-6, [10-7]  |          |
| 2016_1    | Sparta Prague Open            | Tomasz Bednarek Nikola Mektić            | Zdeněk Kolář Matěj Vocel                 | 6-4, 5-7, [10-7]  |          |
| 2016_2    | Advantage Cars Open           | Julian Knowle Igor Zelenay               | Facundo Argüello Julio Peralta           | 6-4, 7-5          |          |
| 2017      | Advantage Cars Open           | Jan Šátral Tristan-Samuel Weissborn      | Gero Kretschmer Andreas Mies             | 6-3, 5-7, [10-3]  |          |
| 2018      | Advantage Cars Open           | Sander Gillé Joran Vliegen               | Fernando Romboli David Vega Hernández    | 6-4, 6-2          |          |
| 2019      | Advantage Cars Open by Moneta | Ariel Behar Gonzalo Escobar              | Andrey Golubev Aleksandr Nedovyesov      | 64-7, 7-5, [10-8] |          |
| 2020_1    | I.ČLTK Prague Open by Moneta  | Pierre-Hugues Herbert Arthur Rinderknech | Zdeněk Kolář Lukáš Rosol                 | 6-3, 6-4          |          |
| 2020_2    | RPM Prague Open by Moneta     | Sander Arends David Pel                  | André Göransson Gonçalo Oliveira         | 7-5, 7-65         |          |
| 2021_1    | I.ČLTK Prague Open by Moneta  | Marc Polmans Serhiy Stakhovsky           | Ivan Sabanov Matej Sabanov               | 6-3, 6-4          |          |
| 2021_2    | TK Sparta Prague Open         | Jonáš Forejtek Michael Vrbenský          | Evgeny Karlovskiy Evgenii Tiurnev        | 6-1, 6-4          |          |
| 2021_3    | IBG Prague Open by Moneta     |                                          |                                          |                   |          |

## Palmarès dames
En 2011, le tournoi du I.ČLTK, l'ECM Open est rétrogradé de la catégorie International en  ITF et devient le Strabag Open avant de disparaître l'année suivante. A l'opposé, après 5 éditions ITF, le tournoi du TK Sparta monte en puissance et passe en catégorie WTA International en 2015 et devient le J&T Banka Open.
D'autres tournois ITF de moindre importance ont ponctuellement été organisés à Prague mais ce palmarès ne tient compte que des éditions ayant une dotation d'au moins 50 000 $.

### Simple
| No | Date | Nom et lieu du tournoi      | Catégorie | Dotation  | Surface      | Vainqueure              | Finaliste                 | Score          |  |
| -- | ---- | --------------------------- | --------- | --------- | ------------ | ----------------------- | ------------------------- | -------------- |  |
| 1  | 2010 | Sparta Prague Open, Prague  | ITF       | 50 000 $  | Terre (ext.) | Lucie Hradecká          | Ajla Tomljanović          | 6-1, 7-64      |  |
| 2  | 2011 | Sparta Prague Open, Prague  | ITF       | 50 000 $  | Terre (ext.) | Lucie Hradecká          | Paula Ormaechea           | 4-6, 6-3, 6-2  |  |
| 3  | 2011 | Sparta Prague Open, Prague  | ITF       | 100 000 $ | Terre (ext.) | Magdaléna Rybáriková    | Petra Kvitová             | 6-3, 6-4       |  |
| 4  | 2012 | Sparta Prague Open, Prague  | ITF       | 100 000 $ | Terre (ext.) | Lucie Šafářová          | Klára Zakopalová          | 6-3, 7-5       |  |
| 5  | 2013 | Sparta Prague Open, Prague  | ITF       | 100 000 $ | Terre (ext.) | Lucie Šafářová          | Alexandra Cadanțu         | 6-3, 1-6, 6-1  |  |
| 6  | 2014 | Sparta Prague Open, Prague  | ITF       | 100 000 $ | Terre (ext.) | Heather Watson          | Anna Karolína Schmiedlová | 7-65, 6-0      |  |
| 7  | 2015 | Advantage Cars Open, Prague | ITF       | 75 000 $  | Terre (ext.) | María Teresa Torró Flor | Denisa Allertová          | 6-3, 7-65      |  |
| 8  | 2016 | Advantage Cars Open, Prague | ITF       | 75 000 $  | Terre (ext.) | Antonia Lottner         | Carina Witthöft           | 7-68, 1-6, 7-5 |  |
| 9  | 2017 | Advantage Cars Open, Prague | ITF       | 80 000 $  | Terre (ext.) | Markéta Vondroušová     | Karolína Muchová          | 7-5, 6-1       |  |
| 10 | 2018 | Advantage Cars Open, Prague | ITF       | 80 000 $  | Terre (ext.) | Richèl Hogenkamp        | Martina Di Giuseppe       | 6-4, 6-2       |  |
| 11 | 2019 | Advantage Cars Open, Prague | ITF       | 60 000 $  | Terre (ext.) | Tamara Korpatsch        | Denisa Allertová          | 7-5, 6-3       |  |

### Double
| No | Date | Nom et lieu du tournoi     | Catégorie | Dotation  | Surface      | Vainqueures                          | Finalistes                                | Score             |  |
| -- | ---- | -------------------------- | --------- | --------- | ------------ | ------------------------------------ | ----------------------------------------- | ----------------- |  |
| 1  | 2010 | Sparta Prague Open Prague  | ITF       | 50 000 $  | Terre (ext.) | Ksenia Lykina Maša Zec Peškirič      | Petra Cetkovská Eva Hrdinová              | 6-3, 6-4          |  |
| 2  | 2011 | Sparta Prague Open Prague  | ITF       | 50 000 $  | Terre (ext.) | Darya Kustova Arina Rodionova        | Olga Savchuk Lesia Tsurenko               | 2-6, 6-1, [10-7]  |  |
| 3  | 2011 | Sparta Prague Open Prague  | ITF       | 100 000 $ | Terre (ext.) | Petra Cetkovská Michaëlla Krajicek   | Lindsay Lee-Waters Megan Moulton-Levy     | 6-2, 6-1          |  |
| 4  | 2012 | Sparta Prague Open Prague  | ITF       | 100 000 $ | Terre (ext.) | Alizé Cornet Virginie Razzano        | Akgul Amanmuradova Casey Dellacqua        | 6-2, 6-3          |  |
| 5  | 2013 | Sparta Prague Open Prague  | ITF       | 100 000 $ | Terre (ext.) | Renata Voráčová Barbora Z. Strýcová  | Irina Falconi Eva Hrdinová                | 6-4, 6-0          |  |
| 6  | 2014 | Sparta Prague Open Prague  | ITF       | 100 000 $ | Terre (ext.) | Lucie Hradecká Michaëlla Krajicek    | Andrea Hlaváčková Lucie Šafářová          | 6-3, 6-2          |  |
| 7  | 2015 | Advantage Cars Open Prague | ITF       | 75 000 $  | Terre (ext.) | Kateřina Kramperová Bernarda Pera    | Miriam Kolodziejová Markéta Vondroušová   | 7-64, 5-7, [10-1] |  |
| 8  | 2016 | Advantage Cars Open Prague | ITF       | 75 000 $  | Terre (ext.) | Demi Schuurs Renata Voráčová         | Sílvia Soler Espinosa Sara Sorribes Tormo | 7-5, 3-6, [10-4]  |  |
| 9  | 2017 | Advantage Cars Open Prague | ITF       | 80 000 $  | Terre (ext.) | Anastasia Potapova Dayana Yastremska | Mihaela Buzărnescu Alona Fomina           | 6-2, 6-2          |  |
| 10 | 2018 | Advantage Cars Open Prague | ITF       | 80 000 $  | Terre (ext.) | Cornelia Lister Nina Stojanović      | Bibiane Schoofs Kimberley Zimmermann      | 6-2, 2-6, [10-8]  |  |
| 11 | 2019 | Advantage Cars Open Prague | ITF       | 60 000 $  | Terre (ext.) | Nicoleta Dascălu Raluca Șerban       | Lucie Hradecká Johana Marková             | 6-4, 6-4          |  |